# حوض کوثر

نمودار «روز محشر» (ارض الحشر) در روز قیامت، برگرفته از دست‌نوشته‌ای از فتوحات المکیه از عارف صوفی و فیلسوف مسلمان ابن عربی، حدود ۱۲۳۸. عرش (عرش خدا)، منبرهای صالحین (الامینون)، هفت صف از فرشتگان، جبرئیل (روح)، اعراف (سد)، حوض کوثر، المقام الرحیم نشان داده شده‌است. - محمود (مقام ستوده؛ جایی که حضرت محمد برای شفاعت مؤمنان می‌ایستد)، میزان (ترازو)، الصراط (پل)، جهنم و مرج الجنات (چمنزار بهشت).

در اسلام، حوض کوثر (به عربی: حَوْضُ ٱلْکَوْثَرِ، آوانگاری: Ḥawḍ al-Kawthar) یا حوض فراوانی (به انگلیسی: Pond of Abundance) به حوض یا رودخانه‌ای گفته می‌شود که در بهشت وجود دارد. اعتقاد سنتی مسلمانان این است که در روز قیامت که مردم زنده می‌شوند، تشنگی شدید برمی‌خیزند و در فضایی پر از هرج و مرج مشتاق فرونشاندن آن هستند. سپس، محمد از جانب خداوند ممتاز خواهد بود که به درخواست مؤمنان برای رفع تشنگی آنها با ارائه نوشیدنی خنک و گوارا از برکه به آنها پاسخ دهد.

## خاستگاه این مفهوم
قرآن به وضعیت سوره کوثر اشاره می‌کند، اما چندین مفسر معتقدند که اشاره در این سوره به فراوانی عمومی است که به محمد داده شده‌است. به هر حال، این مفهوم با احترام خاص به محمد در مقایسه با دیگر پیامبران و پیامبران خدا شناخته شده‌است.

این مفهوم در مسیحیت در John 7:37–38الگو:آیه کتاب مقدس به‌همراه کتاب نامعتبر نیز وجود دارد.
در روز آخر، در آن روز بزرگ عید، عیسی ایستاد و گریه کرد و گفت: «اگر کسی تشنه است، نزد من بیاید و بنوشد. هر که به من ایمان آورد، چنان‌که کتاب مقدس گفته‌است، نهرهایی از آب زنده از شکمش جاری خواهد شد.»